# Matamoros
Matamoros je město ležící v severovýchodním Mexiku ve státě Tamaulipas. Leží na mexicko-americké státní hranici, přes kterou sousedí se státem Texas. K roku 2020 ve městě žilo 510 739 obyvatel. Nachází se na jižním břehu řeky Rio Grande. Metropolitní oblast města je téměř trojnásobná (čítá asi 1,4 milionu obyvatel), přičemž významná část této metropolitní oblasti se nachází ve Spojených státech. S městem Brownsville dokonce tvoří hraniční dvojměstí. 
Matamoros je 39. nejlidnatějším městem v Mexiku a ve státě Tamaulipas má druhou největší metropolitní oblast po městě Reynosa. Ekonomika města je přirozeně závislá na přeshraničním obchodu s USA na základě dohody USMCA. Ve městě je od počátku 21. století rozvinutý průmysl (Maquiladora), do té doby šlo zejména o centrum zemědělství v oblasti. Nachází se v oblasti se semiaridním podnebím.